# Подвійні стандарти
Подві́йні станда́рти або подві́йна мора́ль (від англ. double standards) — критичний термін, поширений у сучасній політології, журналістиці, економіці, суспільствознавстві, феміністичній теорії та інших гуманітарних науках: різна оцінка однотипних дій різних суб'єктів (одним з яких часто буває сам оцінник) із застосуванням різних наборів принципів. Це стається через упередженість оцінювачів, зміну обставин, корисливість, емоційний стан.

## Історія поняття
Термін «подвійний стандарт» спочатку вживали щодо позначення різних систем вимірювання, наприклад щодо біметалізму, а також у теологічних міркуваннях про добро й зло. Незважаючи на порівняну юність терміна, застосування різних мірок щодо одних і тих самих вчинків існує віддавна. Приклади подвійного стандарту сучасні дослідники бачать у книзі пророка Ісаї. У Стародавньому Римі закон не передбачав для жінки можливість подати в суд на чоловіка за невірність, а чоловік мав таке право. Те, що стародавні римляни не розглядали подібний підхід чимось несправедливим, демонструє й вислів, приписуваний драматургу Теренцію — «Quod licet Iovi, non licet bovi» (точніше, Aliis si licet, tibi non licet): «Що дозволено Юпітеру, не дозволено бику».
У російській культурі поширеним є специфічне «жартівливе» позначення явища подвійних стандартів як «готтентотської моралі» (хоча, звісно, цей термін не є коректним: етнографічні дослідження не підтверджують наявності якихось особливих етичних поглядів у готтентотів). Вираз походить, ймовірно, від расистського анекдоту, який склали німецькі колонізатори: «Місіонер питає в готтентота: „Що таке зло?“ Той відповідає: „Коли сусід нападе на мене, забере худобу, дружину…“. „А що таке добро?“ — „Коли я нападу на сусіда і заберу його худобу й дружину…“». Анекдот поширився, певно, після придушення повстання готтентотів і гереро у 1904—1907 роках. Найменування подвійних стандартів «готтентотською мораллю» було розповсюджене протягом XX ст., вони були мішенню сатири (наприклад, байка Ф. К. Сологуба «Готтентотская мораль»).
У дитячому романі польського письменника Генрика Сенкевича «В пустелі та пущі» фігурує персонаж на ім'я Калі, який повторює анекдот щодо крадіжки худоби майже дослівно. Через популярність роману, у польській культурі закріпився вираз «мораль Калі» (moralność Kalego) як практично точний відповідник російської «готтентотської моралі».

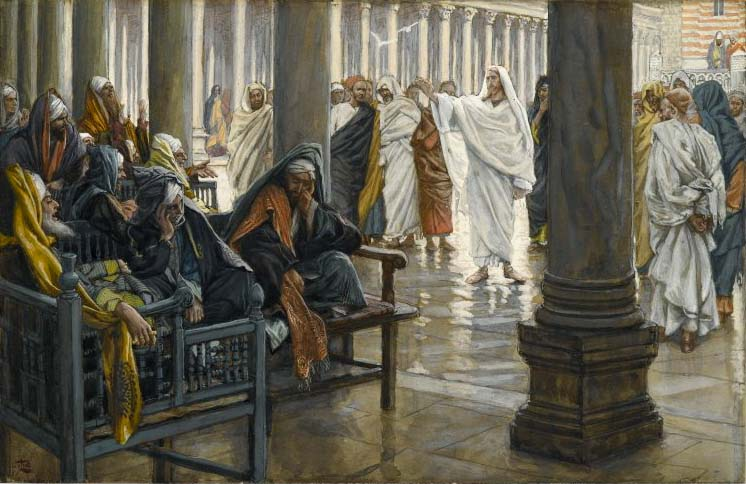
Джеймс Тіссо, «Горе вам, книжники, фарисеї і лицеміри!», 1886—1894 р.р.

Окремим випадком подвійних стандартів є так звана «протагоністсько-центрована мораль» (Protagonist-centered Morality), що полягає у виправдовуванні автором тих дій головного героя або героїні (протагоніста), які були б засуджені в його опонентів (антагоністів). При цьому автор не обов'язково подає протагоніста як «доброго», а антагоніста — як «злого».
У Радянському Союзі вислів «подвійний стандарт» вживали з 1950-х років, спочатку — щодо класової й расової нерівності в капіталістичних країнах.

## Єдиний стандарт
У 1880 році з'являється й термін з протилежним значенням — «єдиний стандарт» (single standard). Втім, ідею спільного стандарту, рівних оцінок можна побачити вже у Мері Волстонкрафт — у її основоположному творі «На захист прав жінки». Ту ж думку висловлює французька феміністка XVIII ст. Олімпія де Гуж у «Декларації прав жінки й громадянки» (1791), де обстоює рівність обов'язків і прав, які вони за собою тягнуть, зокрема, знаменитою фразою: «Якщо жінка має право сходити на ешафот, значить, вона повинна мати право сходити й на трибуну». У Євангелії містяться заклики до застосовування «єдиного стандарту»: «Яким судом судити будете, таким же осудять і вас, і якою мірою будете міряти, такою відміряють вам» (Мв. 7:2).

## Механізм
Як вирішальний розглядається психологічний захист «его» або підсвідомості від недоліків власного набору цінностей, придбаних усвідомлено або неусвідомлено нав'язаних різними пропагандистськими впливами, та взаємно протилежних принципів. Він полягає в застосуванні лицемірної та упередженої точки зору, з якої можна розділити начебто «погані переконання» в інших людях від «поганих переконань в собі», маючи два набори правил для одного й того ж поняття.
Подвійний стандарт може розвиватися в свідомості людини з безлічі причин, в тому числі: знайти виправдання для себе, емоційне помутніння судження, перекручування фактів, щоб підтримати власні переконання чи вірування, такі як підтверджувальне упередження, когнітивне упередження, упередження привабливості, упередження або необхідність бути правильними в переконаннях, оцінюванні чи дії.
Люди мають тенденцію оцінювати дії інших людей, з якими вони взаємодіють, на основі того, хто їх виконує.

## У політиці та на війні

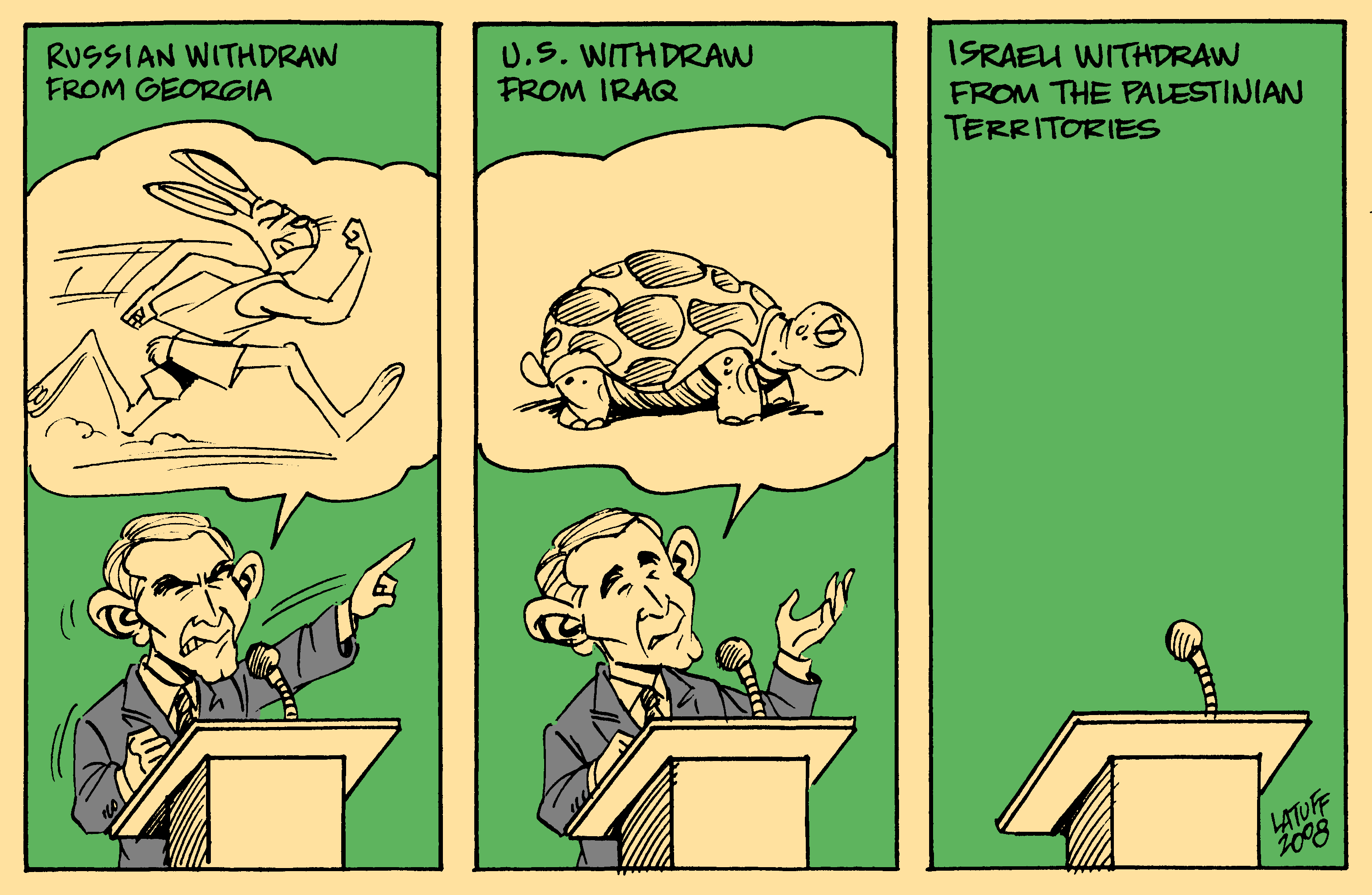
Подвійні стандарти Буша. Карлос Латуфф, 2008

Політика подвійних стандартів (англ. policy of double standards) — термін, прийнятий для описування ситуації, коли оцінка одного й того самого явища, процесу, події у міжнародних відносинах залежить від характеру відносин держав-оцінниць і держав-оцінюваних. При однаковій внутрішній суті події одна держава знаходить підтримку і виправдання, інша — картання й засудження.
Вислів, що став класичним прикладом політики подвійних стандартів: «Для одного — терорист, для іншого — борець за свободу» («One man's terrorist is another man's freedom fighter»). Його впровадив у вжиток британський письменник Джеральд Сеймур у своєму творі «Гра Гаррі» у 1975 році.
| Визначення військових дій | Термінологія          | Термінологія                               |
| --- | --------------------- | ------------------------------------------ |
| Визначення військових дій | При негативній оцінці | При позитивній оцінці                      |
| Особа, що збирає інформацію про супротивників, маскуючись під одного з них | Шпигун                | Розвідник                                  |
| Особа, що служить в армії на комерційній основі | Найманець             | Контрактник                                |
| Уведення військ на територію іноземної держави під час внутрішнього збройного конфлікту | Інтервенція           | Військова допомога                         |
| Прагнення частини території держави до самостійності | Сепаратизм            | Визвольний рух                             |
| Учасник збройної групи, що не є кадровим військовиком | Бойовик               | Ополченець                                 |
| Дії влади щодо встановлення нового | Насаджування          | Впроваджування                             |
| Здійснення керування прямим, директивним шляхом | Диктатура             | Централізація влади                        |
| Особа, що воює на зайнятій території (або території під контролем політичних сил, що протистоять одна одній), з використанням тактики, що уникає відкритих і великих зіткнень з супротивником | Терорист або Бандит   | Партизан                                   |
| Покарання за непокору, або невиконання домовленостей, здійснюване збройними силами держави, як на власній території, так і на території іншої держави                                         | Каральна акція        | Антитерористична операція                  |
| Особа, що збирає інформацію про навколишніх для подальшої передачі вищим органам | Донощик               | Інформатор                                 |
| Заняття військами міст (населених пунктів) під час військових дій | Захоплення            | Звільнення                                 |
| Уведення військ на територію іншої держави для підтримування порядку | Окупація              | Розміщення контингенту                     |
| Приєднання до держави іншої незалежної (або її частини) | Анексія               | Возз'єднання                               |
| Маси пересічних громадян як політичний чинник | Юрба                  | Народ                                      |
| Контроль над ЗМІ і мистецтвом | Цензура               | Захист від наклепу, дбання про моральність |
| Стримана, обдумана, передбачлива поведінка, що уникає наражатись на можливу небезпеку, неприємності                                                                                           | Боягузтво             | Обережність                                |

## Чоловіки та жінки
Щодо людей в плані статі (гендеру) термін почали вживати з середини XIX ст. (принаймні від 1872) в англійській: стосовно різних моральних вимог до чоловіків і жінок. Гендерний подвійний стандарт — коли однакова поведінка чоловіка та жінки оцінюється по-різному. Це часто включає сексуальну поведінку та табуювання жіночої тілесності. Якщо дівчатка граються хлопчачими іграшками, це бентежить батьків слабкіше, ніж коли хлопчики граються ляльками.
| Діяльність чи характеристики людини                                 | Трактування для чоловіків | Трактування для жінок |
| ------------------------------------------------------------------- | --- | --- |
| Народження людини                                                   | Народити сина престижніше | Народити доньку — менш цінується суспільством (феміцид немовлят, селективні аборти)                                                      |
| Дошлюбний секс                                                      | Сексуальні контакти сина заохочують, «цнота» не є визначальною                                                                                                  | Сексуальну чистоту дочки захищають, «цнота» визначає соціальний статус жінки, тягне санкції (вбивства честі)                             |
| Секс поза шлюбом                                                    | Зради чоловіків заохочуються, асоціюються з сексуальними потребами                                                                                              | Жіночі зради караються, історично — законом                                                                                              |
| Вік вступу в шлюб                                                   | Нижня межа асоціюється зі стабільністю в кар'єрі та особистим вибором, верхня межа відсутня                                                                     | Репродуктивний тиск спонукає до ранніх шлюбів, вважається нормальним дитячий вік, ейджизм та міф про «біологічний годинник»              |
| Сексуальне насильство та домагання                                  | Гвалтівників не карають та суспільно виправдовують. Див. Міфи про зґвалтування                                                                                  | Постраждалих жінок звинувачують (віктимблеймінг) та засуджують їхню сексуальність (слатшеймінг)                                          |
| Домашнє насильство                                                  | «Б'є — значить, любить». Кривдник уникає покарання та несе репутаційних ризиків. Уявлення про «право» чоловіка чинити кримінальні злочини щодо дружини та дітей | «Вб'ють — приходьте». Саботаж реєстрації та розслідування злочинів. Толерування зґвалтування у шлюбі.                                    |
| Бездітність, небажання заводити дітей                               | Толерується; низький суспільний інтерес | Засуджується; фокус на бездітності жінки, пошук причин, репродуктивний тиск                                                              |
| Самотність                                                          | Заохочується як умова професійної самореалізації, асоціюється з самодостатністю                                                                                 | Асоціюється з неповноцінністю, нездоров'ям, нереалізованістю. Жінок заохочують вступати в стосунки та створювати родину                  |
| Догляд за дітьми (базові потреби, виховання, переважне спілкування) | Очікується у вільний час, підтримується. Вимоги до «хорошого батька» вичерпуються відсутністю насильства                                                        | Очікується першочергово та критикується. Вимоги до «хорошої матері» дуже об'ємні. Добробут дітей — відповідальність матері               |
| Догляд за близькими (батьками, хворими членами родини)              | Не вважається обов'язком. Похвально сприймається | Очікується та сприймається як належне.                                                                                                   |
| Емоційна робота                                                     | Не очікується; уявлення про некомпетентність чоловіків у сфері стосунків та спілкування                                                                         | Очікується, що жінки «надихатимуть», вислухатимуть, розраджуватимуть чоловіків. У дівчатках виховується емпатія                          |
| Наукова діяльність                                                  | Заохочення до навчання та професіоналізації | «Не жіноча справа». Стереотипи про нижчі розумові здібності, нераціональність                                                            |
| Плач, прояви емоцій, демонстрація вразливості                       | Засудження. Вважають «слабким», «жалюгідним», «бабою» | Заохочення як підтвердження «жіночності», «емоційності» чи «чутливості»                                                                  |
| Догляд за зовнішністю та практики індустрії краси                   | Засуджується, сприймається як епатаж, пов'язується з гомосексуальністю                                                                                          | Очікується та критикується. Сексуальна об'єктивація, бодішеймінг, фетшеймінг, лукізм та ейджизм. Відмова асоціюється з гомосексуальністю |

## Мораль
Певні поняття (часто, наприклад, слово, фраза, соціальна норма чи правило) сприймаються як прийнятні для застосування однією групою людей, але як неприйнятні (табуйовані) — коли застосовується іншою групою. Отже, подвійний стандарт може бути описаний, як упереджене або морально несправедливе застосування принципу, що всі рівні у своїх свободах. Такі подвійні стандарти розглядаються як невиправдані, оскільки вони порушують основний принцип сучасної юридичної практики — «Усі сторони мають бути рівними перед законом». Подвійні стандарти також порушують принцип справедливості, відомий як безсторонність, який ґрунтується на припущенні, що ті самі стандарти повинні застосовуватися до всіх людей, незважаючи на суб'єктивні упередження та фаворитизм на основі соціального класу, рангу, національності, статі, релігії, сексуальних орієнтацій, вік чи інші відмінності. Подвійний стандарт порушує цей принцип, залучаючи різних людей до відповідальності за різними стандартами.